# Ізолятор (виріб)

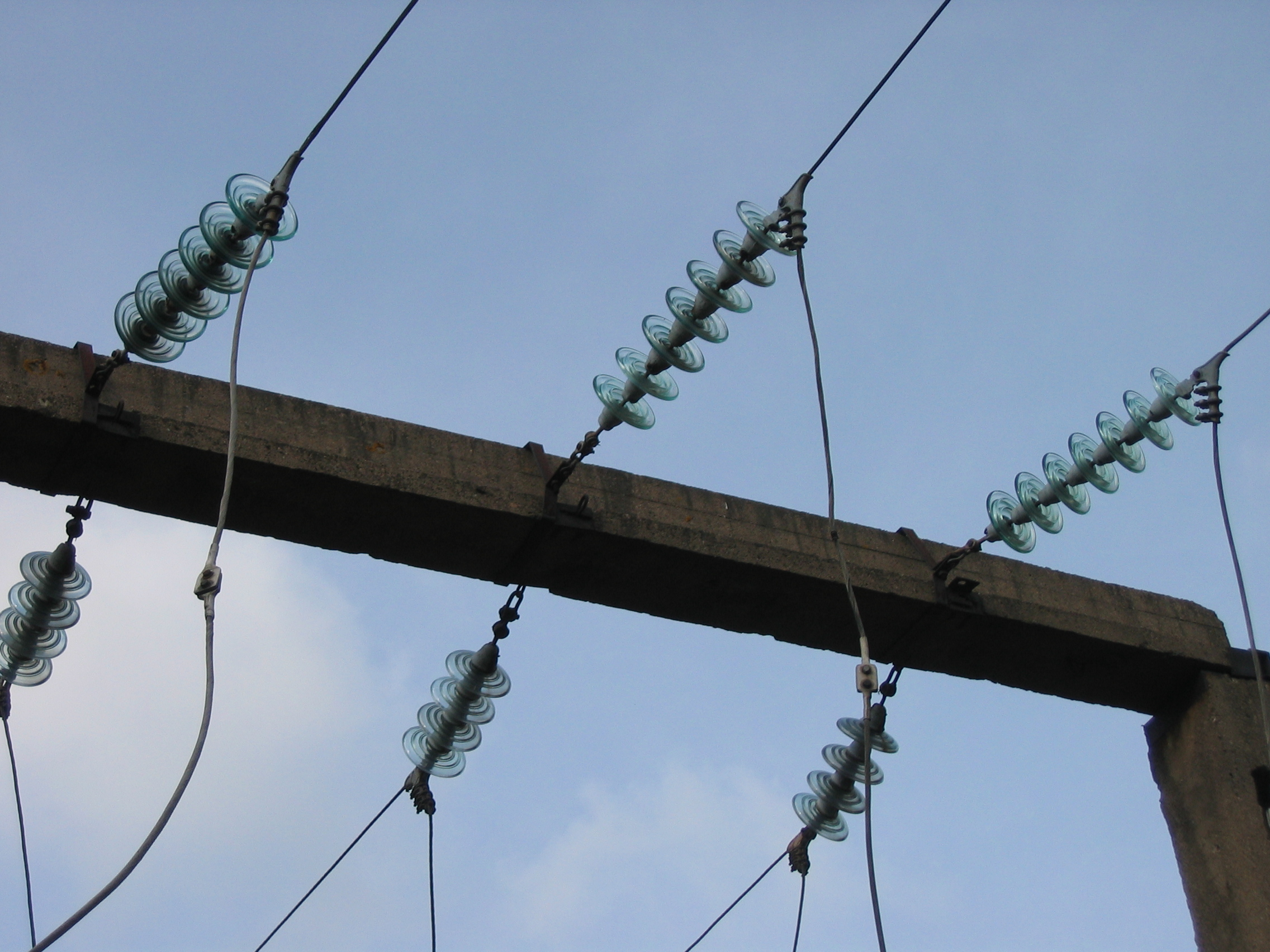
Скляні ізолятори

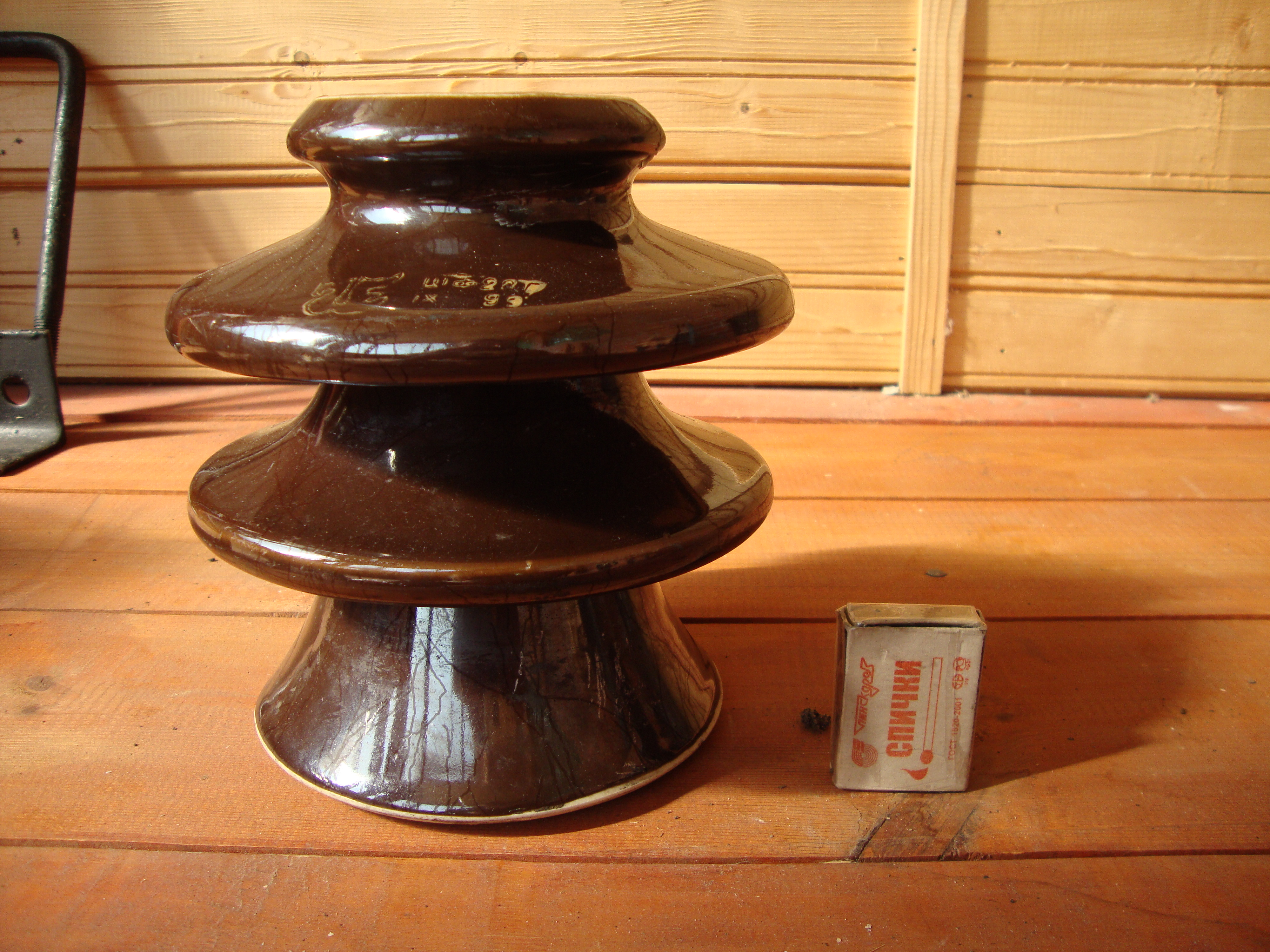
Ізолятор ШФ 20Г

## Застосування
Ізолятори ліній електропередачі і відкритих розподільних пристроїв електричних станцій і підстанцій піддаються дії атмосферних опадів, які особливо небезпечні при сильному забрудненні навколишнього повітря. У таких ізоляторів для збільшення напруги перекриття (електричного розряду по поверхні) зовнішня поверхня робиться складної форми, яка подовжує шлях перекриття. На лініях електропередачі напругою від 6 до 35 кв застосовують так звані штирьові ізолятори, на лініях вищої напруги — гірлянди з підвісних ізоляторів, число яких в гірлянді визначається номінальною напругою лінії.
У відкритих розподільних пристроях для кріплення ошиновок або установки апаратів, що знаходяться під напругою, зазвичай використовують опорні ізолятори штирьового типа, які при дуже високій напрузі (до 220 кВ) збирають в колонки, встановлюючи один на іншій.